# Tim Ovens
Tim Ovens (Flensburgo, 1960) è un pianista, compositore e artista tedesco.

## Biografia
Tim Ovens studiò pianoforte ad Hannover e Vienna con Kurt Bauer, Hans Leygraf, Karl Engel, Paul Badura-Skoda e Hans Kann. A gennaio 1987, all'età di 27 anni, venne invitato come docente ospite alla Musikhochschule di Xi’an per sei mesi. Insegnò nelle accademie musicali di Pechino (Central Conservatory), Shanghai, Shenyang, Jinan e Nanning e tenne concerti da solista e con orchestre a livello nazionale. Ovens fu uno dei primi pianisti tedeschi a vivere in Cina dopo l'apertura di quest'ultima ad ospitare musicisti e docenti stranieri (fino alla fine del 1988). Da allora lavora e si esibisce regolarmente in varie città del paese. Nel 2006, il Conservatorio cinese di Pechino gli conferì una cattedra onoraria.
Tim Ovens tuttavia vive tra Hannover e Vienna. Dal 1988 al 2009 insegnò come docente presso l'Università di Musica e Teatro di Hannover, venendo in quell'anno nominato professore universitario di pianoforte presso l'Università per la musica e le arti interpretative di Vienna.
Tim Ovens lavora a livello internazionale come pianista. Si esibisce in festival musicali come Schleswig-Holstein Music Festival, il Dresden Music Festival, Festival di Ludwigsburg e altri. Oltre alle opere di Robert Schumann e Claude Debussy, Ovens si concentra su quelle della musica contemporanea, facendosi un nome interpretando le opere per pianoforte di John Cage.
Nel 1996, Tim Ovens fondò un duo con il musicista cinese di erhu Ma Xiao Hui, suonando musica tradizionale cinese e occidentale arrangiate.

## Sound art (selezione)
Oltre alla sua carriera di pianista, Tim Ovens è anche un artista del suono.
- ...unterwegs (2005, allo "Stille Station" di Hannover)
- Horae (2007 a Cattedrale di Schleswiger)
- Wasserläufer (2007, Festival für Neue Musik "zeit.punkt 07")

## Registrazioni su CD (selezione)
- Robert Schumann Klavierwerke - Fantasie C-Dur op. 17, Kreisleriana op. 16
- Birds Singing in Lonesome Mountains - Chinesische und westl. Musik für Erhu und Klavier (con Ma Xiao Hui, Erhu)
- John Cage - Sonatas and Interludes for Prepared Piano (con CD-ROM)
- Musik für Schlagzeug und Klavier (col Kalamazoo Percussion Trio)
- Werke von Alfred Koerppen

## Pubblicazioni
- Articoli per il Neuen Musikzeitung (nmz)
- Der Klangsammler, articolo in: Anarchische Harmonie – John Cage und die Zukunft der Künste, Hrsg. Rautmann/Schalz, Bremen 2002
- The Prepared Piano of John Cage in Frankfurter Zeitschrift für Musikwissenschaften Archiviato il 17 maggio 2014 in Internet Archive. Jg. 6 (2003)